# Hertogin van Brabant
De Hertogin van Brabant is een voormalige korenmolen aan de Parallelweg 8 in Drunen (gemeente Heusden), Noord-Brabant. Deze stenen beltmolen uit 1838 verving een twee jaar eerder uitgebrande standerdmolen. De Hertogin van Brabant was tot 1947 in bedrijf; daarna werd met behulp van een dieselmotor gemalen en raakte de molen in verval. Een restauratie in 1953-54 maakte de molen weer maalvaardig, maar toen er in 1969 een sociëteit in werd gevestigd, raakte de molen opnieuw in verval. De fokken werden reeds in 1969 van de roeden verwijderd en later werden de roeden geheel kaalgezet. De omgeving werd erg rommelig en de molen is ingegroeid geraakt. Het binnenwerk was echter niet verwijderd. In 2010 werden veel hoge bomen in de omgeving gerooid, maar dat was slechts om een geluidswal langs de A59 te kunnen plaatsen.
In augustus 2014 is gestart met restauratie van deze korenmolen. Op 31 oktober 2015 waren de werkzaamheden gereed en werd de molen feestelijk in bedrijf gesteld. Een storend element in de omgeving blijft echter de geluidswal.